# 대한민국의 회생법원
이 문서는 대한민국의 회생법원에 관한 서술한 내용이다. 회생법원은 도산사건의 제1심, 도산사건 중 단독사건의 제2심을 담당한다.
회생법원의 전신은 지방법원 파산부가 전신으로, 대한민국의 IMF 구제금융 요청 시절이던 1999년에 국제통화기금, 세계은행 등의 도산전문법원 설치 권고로 만들어졌다. 그러다가 법원조직법의 개정으로 회생 사건을 전문으로 담당하는 법원이 만들어졌으며, 그에 따라 2017년 3월 1일에 서울중앙지방법원 파산부가 독립하여 서울회생법원이 별도로 설치되었다. 이후 2023년 3월 1일에 수원, 부산 등이 추가로 설치되었으며, 회생법원이 설치되지 않은 지역에서는 해당 지방법원이 이를 관할한다.

## 목록
- 서울회생법원 - 서울특별시 서초구 서초중앙로 157
- 부산회생법원 - 부산광역시 연제구 법원로 31
- 수원회생법원 - 경기도 수원시 영통구 법조로 105
- 대전회생법원 - 2026년 개원 예정[4]
- 광주회생법원 - 2026년 개원 예정[4]
- 대구회생법원 - 2026년 개원 예정[4]

## 같이 보기
- 대한민국 법원
- 대한민국 대법원
- 대한민국의 지방법원
- 대한민국의 가정법원